# Chotěboř
Chotěboř é uma cidade checa localizada na região de Vysočina, distrito de Havlíčkův Brod.

## Nomes ilustres
- Elisabeth Dobrzensky de Dobrzenicz, esposa de D. Pedro de Alcântara de Orléans e Bragança.